# Alen Omić
Alen Omić   (Tuzla, 6 de maig de 1992) és un jugador de bàsquet eslovè d'origen bosnià. Amb els seus 2,16 metres d'alçària, la seva posició a la pista és la de pivot.

## Carrera esportiva
Es va formar al planter del Zlatorog Lasko eslovè, amb qui va debutar com a professional la temporada 2009-10 a la lliga eslovena, arribant a ser subcampió de copa. L'any 2012 fa el salt al Union Olimpija Ljubljana. Guanya una Copa eslovena (2013) i una Supercopa (2014), i queda subcampió de lliga (en dos ocasions), de copa i de supercopa en els tres anys que hi va ser. El darrer any va disputar l'Eurocup i la Lliga Adriàtica. Amb el conjunt balcànic, Omic va fer de mitjana 11,9 punts, 6,9 rebots i 1,2 assistències per 16,2 de valoració en competició europea.
En el mes de juliol de 2015 reforça el joc interior de l'Herbalife Gran Canaria fins a final de temporada, amb qui serà subcampió de Copa, formant part del Millor Cinc de la Lliga Endesa. La temporada següent la inicia a l'Anadolu Efes de la lliga turca, però marxa cedit en el mes de gener i torna a la lliga ACB, aquesta vegada per jugar a l'Unicaja, amb qui guanyarà l'Eurocup. La temporada següent va formar part del Hapoel Jerusalem BC i de l'Estrella Roja de Belgrad. La temporada 2018-19 la va iniciar al KK Buducnost Podgorica, però en el mes de gener de 2019 va fitxar pel Pallacanestro Olimpia Milano, on hi va jugar fins a final de temporada. En el mes de juny de 2019 va fitxar pel Club Joventut Badalona, sent el primer fitxatge del club per la temporada 2019-20.

### Internacional
Ha estat internacional amb la Selecció de bàsquet d'Eslovènia. Va disputar el Mundobasket d'Espanya el 2014 i l'Eurobasket 2015.